# Natación en los Juegos Panamericanos de 1995
La natación en los Juegos Panamericanos de 1995 se llevó a cabo entre los días 12 y 18 de marzo.

## Resultados

### Hombres
| Evento              | Oro                                                                 | Oro        | Plata                                                                             | Plata    | Bronce                        | Bronce   |
| ------------------- | ------------------------------------------------------------------- | ---------- | --------------------------------------------------------------------------------- | -------- | ----------------------------- | -------- |
| 50 .m libre         | Fernando Scherer · Brasil                                           | 22.65      | Bill Pilczuk Estados Unidos                                                       | 22.71    | Tom Jager Estados Unidos      | 22.75    |
| 100 m libre         | Gustavo Borges · Brasil                                             | 49.31 RP   | Jon Olsen Estados Unidos                                                          | 49.39    | Fernando Scherer · Brasil     | 49.79    |
| 200 m libre         | Gustavo Borges · Brasil                                             | 1:48.49    | Greg Burgess Estados Unidos                                                       | 1:51.69  | Josh Davis Estados Unidos     | 1:51.92  |
| 400 m libre         | Josh Davis Estados Unidos                                           | 3:55.59    | Luiz Lima · Brasil                                                                | 3:56.33  | Jon Sakovich Estados Unidos   | 3:57.37  |
| 1500 m libre        | Carlton Bruner Estados Unidos                                       | 15:13.90   | Luiz Lima · Brasil                                                                | 15:19.53 | Ryan Cox Estados Unidos       | 15:37.28 |
|                     |                                                                     |            |                                                                                   |          |                               |          |
| 100 m espalda       | Jeff Rouse Estados Unidos                                           | 54.74 RP   | Tripp Schwenk Estados Unidos                                                      | 55.60    | Rodolfo Falcón · Cuba         | 56.13    |
| 200 m espalda       | Brad Bridgewater Estados Unidos                                     | 2:00.79    | Rodolfo Falcón · Cuba                                                             | 2:00.98  | Rogério Romero · Brasil       | 2:01.13  |
|                     |                                                                     |            |                                                                                   |          |                               |          |
| 100 m pecho         | Seth Van Neerden Estados Unidos                                     | 1:02.48    | Jonathan Cleveland · Canadá                                                       | 1:03.01  | Tyler Mayfield Estados Unidos | 1:03.17  |
| 200 m pecho         | Seth Van Neerden Estados Unidos                                     | 2:16.08    | Eric Namesnik Estados Unidos                                                      | 2:17.70  | Curtis Myden · Canadá         | 2:19.00  |
|                     |                                                                     |            |                                                                                   |          |                               |          |
| 100 m mariposa      | Mark Henderson Estados Unidos                                       | 54.11      | Eduardo Piccinini · Brasil                                                        | 54.63    | Brian Alderman Estados Unidos | 54.75    |
| 200 m mariposa      | Nelson Mora · Venezuela                                             | 2:00.38    | Tom Malchow Estados Unidos                                                        | 2:00.49  | André Teixeira · Brasil       | 2:01.95  |
|                     |                                                                     |            |                                                                                   |          |                               |          |
| 200 m combinado     | Curtis Myden · Canadá                                               | 2:01.70    | Greg Burgess Estados Unidos                                                       | 2:03.62  | Eric Namesnik Estados Unidos  | 2:03.70  |
| 400 m combinado     | Curtis Myden · Canadá                                               | 4:18.55    | Eric Namesnik Estados Unidos                                                      | 4:19.00  | Iain Mull Estados Unidos      | 4:26.32  |
|                     |                                                                     |            |                                                                                   |          |                               |          |
| 4 × 100 m libre     | Estados Unidos Gary Hall Jr. Tom Jager Josh Davis Jon Olsen         | 3:18.60 RP | Brasil · Fernando Scherer · Gustavo Borges · Eduardo Piccinini · Roberto Piovesan | 3:20.33  | Venezuela                     | 3:25.43  |
| 4 × 200 m libre     | Estados Unidos Jon Olsen Josh Davis Ryan Berube Greg Burgess        | 7:21.61 RP | Brasil · Fernando Scherer · Gustavo Borges · Cassiano Leal · Teófilo Ferreira     | 7:28.70  | México                        | 7:39.56  |
| 4 × 100 m combinado | Estados Unidos Jeff Rouse Seth Van Neerden Mark Henderson Jon Olsen | 3:41.24    | Brasil · Rogério Romero · Oscar Godoi · Eduardo Piccinini · Gustavo Borges        | 3:43.93  | Canadá                        | 3:45.10  |

### Mujeres
| Evento              | Oro                                                                          | Oro        | Plata                             | Plata   | Bronce                                                                             | Bronce  |
| ------------------- | ---------------------------------------------------------------------------- | ---------- | --------------------------------- | ------- | ---------------------------------------------------------------------------------- | ------- |
| 50 m libre          | Angel Martino Estados Unidos                                                 | 25.40 RP   | Shannon Shakespeare · Canadá      | 26.19   | Andrea Moody · Canadá                                                              | 26.54   |
| 100 m libre         | Angel Martino Estados Unidos                                                 | 55.62      | Amy Van Dyken Estados Unidos      | 55.92   | Marianne Limpert · Canadá                                                          | 56.80   |
| 200 m libre         | Cristina Teuscher Estados Unidos                                             | 2:01.49    | Marianne Limpert · Canadá         | 2:02.05 | Dady Vincent Estados Unidos                                                        | 2:03.37 |
| 400 m libre         | Brooke Bennett Estados Unidos                                                | 4:11.78    | Cristina Teuscher Estados Unidos  | 4:13.97 | Katie Brambley · Canadá                                                            | 4:18.74 |
| 800 m libre         | Trina Jackson Estados Unidos                                                 | 8:35.42    | Brooke Bennett Estados Unidos     | 8:47.99 | Alicia Barrancos Argentina                                                         | 8:49.57 |
|                     |                                                                              |            |                                   |         |                                                                                    |         |
| 100 m espalda       | Barbara Bedford Estados Unidos                                               | 1:01.71 RP | Kristy Heydanek Estados Unidos    | 1:03.10 | Fabíola Molina · Brasil                                                            | 1:04.85 |
| 200 m espalda       | Barbara Bedford Estados Unidos                                               | 2:12.98 RP | Rachel Joseph Estados Unidos      | 2:14.74 | Joanne Malar · Canadá                                                              | 2:16.67 |
|                     |                                                                              |            |                                   |         |                                                                                    |         |
| 100 m pecho         | Lisa Flood · Canadá                                                          | 1:10.36    | Guylaine Cloutier · Canadá        | 1:10.44 | Kelli King-Bednar Estados Unidos                                                   | 1:11.44 |
| 200 m pecho         | Lisa Flood · Canadá                                                          | 2:31.33    | Guylaine Cloutier · Canadá        | 2:32.42 | Anita Nall Estados Unidos                                                          | 2:32.83 |
|                     |                                                                              |            |                                   |         |                                                                                    |         |
| 100 m mariposa      | Amy Van Dyken Estados Unidos                                                 | 1:00.71    | Gabrielle Rose · Brasil           | 1:01.67 | Angie Wester-Krieg Estados Unidos                                                  | 1:02.79 |
| 200 m mariposa      | Trina Jackson Estados Unidos                                                 | 2:12.37    | Michelle Griglione Estados Unidos | 2:14.94 | María Pereyra Argentina                                                            | 2:18.52 |
|                     |                                                                              |            |                                   |         |                                                                                    |         |
| 200 m combinado     | Joanne Malar · Canadá                                                        | 2:15.66 RP | Marianne Limpert · Canadá         | 2:16.13 | Alison Fealey Estados Unidos                                                       | 2:17.14 |
| 400 m combinado     | Joanne Malar · Canadá                                                        | 4:43.64    | Alison Fealey Estados Unidos      | 4:48.31 | Jenny Kurth Estados Unidos                                                         | 4:57.24 |
|                     |                                                                              |            |                                   |         |                                                                                    |         |
| 4 × 100 m libre     | Estados Unidos Angel Martino Amy Van Dyken Lindsey Farella Cristina Teuscher | 3:44.71 RP | Canadá                            | 3:49.26 | Brasil · Gabrielle Rose · Raquel Takaya · Paula Marsiglia · Paula Carvalho Aguiar  | 3:52.85 |
| 4 × 200 m libre     | Estados Unidos Trina Jackson Dady Vincent Catherine Fox Cristina Teuscher    | 8:07.30    | Canadá                            | 8:08.25 | Argentina Alicia Barrancos María Pereyra Natalia Scapinello María Garrone          | 8:27.87 |
| 4 × 100 m combinado | Estados Unidos Barbara Bedford Kelli King Bednar Amy Van Dyken Angel Martino | 4:08.17 RP | Canadá                            | 4:19.06 | Brasil · Patricia Comini · Fabíola Molina · Gabrielle Rose · Paula Carvalho Aguiar | 4:22.08 |

- RP: Récord Panamericano.